# Christian Hertel
Carl Wilhelm Christian Hertel (* 27. Juni 1846 in Buhlen; † 25. Juni 1916 in Bad Wildungen) war ein deutscher Gutsbesitzer und Politiker.
Hertel war der Sohn des Landwirts Heinrich Christian Hertel (1817–1897) und dessen Ehefrau Johanna Wilhelmine Elisabeth geborene Bötcher (1821–1896). Er heiratete am 6. Februar 1877 in Affoldern Johannette Philippine Elisabeth Helmetag (1851–1926). Er war Gutsbesitzer in Buhlen. Dort war er 1891 bis 1913 Bürgermeister. 1890 bis 1914 war er für den Wahlkreis Kreis der Eder Abgeordneter im Landtag des Fürstentums Waldeck-Pyrmont.